# Otwarte mistrzostwa świata par mikstowych w brydżu sportowym
Otwarte mistrzostwa świata par mikstowych w brydżu sportowym – Otwarte mistrzostwa świata par w kategorii miksty w brydżu sportowym. W zawodach tych startować mogą brydżyści z różnych krajów bez ograniczeń na liczbę zawodniczek i zawodników z poszczególnych federacji. Zawody odbywają się w co 4 lata w latach parzystych nieprzestępnych.

## Podsumowanie medalowe
Poniższa tabela pokazuje zawodnicy z jakich krajów zdobywali medale. Jeśli w drużynie, która zdobyła medal, występowali zawodnicy z różnych krajów to każdemu z tych krajów jest on przyznany. Najechanie myszką nad liczbę medali pokazuje numery zawodów na których te medale zostały zdobyte. Dane można sortować według krajów lub liczby medali.
| Podsumowanie medalowe (Stan na 25 października 2014) | Podsumowanie medalowe (Stan na 25 października 2014) | Podsumowanie medalowe (Stan na 25 października 2014) | Podsumowanie medalowe (Stan na 25 października 2014) | Podsumowanie medalowe (Stan na 25 października 2014) |
| F                                                    | Kraj                                                 | Złotych                                              | Srebrnych                                            | Brązowych                                            |
| ---------------------------------------------------- | ---------------------------------------------------- | ---------------------------------------------------- | ---------------------------------------------------- | ---------------------------------------------------- |
| Stany Zjednoczone                                    | USA                                                  | 9                                                    | 8                                                    | 5                                                    |
| Włochy                                               | Włochy                                               | 2                                                    |                                                      | 1                                                    |
| Kanada                                               | Kanada                                               | 1                                                    | 1                                                    |                                                      |
| Szwajcaria                                           | Szwajcaria                                           | 1                                                    | 1                                                    |                                                      |
|                                                      | Chiny                                                | 1                                                    |                                                      | 1                                                    |
| Polska                                               | Polska                                               | 1                                                    |                                                      | 1                                                    |
| Holandia                                             | Holandia                                             | _00_02_00_Holandia                                   | 2                                                    |                                                      |
| Francja                                              | Francja                                              | _00_01_02_Francja                                    | 1                                                    | 2                                                    |
| Niemcy                                               | Niemcy                                               | _00_01_02_Niemcy                                     | 1                                                    | 2                                                    |
| Anglia                                               | Anglia                                               | _00_01_00_Anglia                                     | 1                                                    |                                                      |
| Szwecja                                              | Szwecja                                              | _00_01_00_Szwecja                                    | 1                                                    |                                                      |
| Wielka Brytania                                      | Wielka Brytania                                      | _00_01_00_Wielka_Brytania                            | 1                                                    |                                                      |
| Dania                                                | Dania                                                | _00_00_02_Dania                                      |                                                      | 2                                                    |
| Izrael                                               | Izrael                                               | _00_00_01_Izrael                                     |                                                      | 1                                                    |
| Razem                                                | Razem                                                | 15                                                   | 17                                                   | 15                                                   |

## Miejsca medalowe
| Otwarte Mistrzostwa Świata Par Mikstowych w brydżu sportowym | Otwarte Mistrzostwa Świata Par Mikstowych w brydżu sportowym | Otwarte Mistrzostwa Świata Par Mikstowych w brydżu sportowym |
| Lp                                                           | Miejsce                                                      | Para                                                         |
| ------------------------------------------------------------ | ------------------------------------------------------------ | ------------------------------------------------------------ |
| 13:                                                          | 2014, 10 do 25 października, Sanya, (Chiny)                  | 2014, 10 do 25 października, Sanya, (Chiny)                  |
| 13:                                                          | 1                                                            | Kerri Sanborn: Zhao Jie                                      |
| 13:                                                          | 2                                                            | Jacek Pszczoła: Meike Wortel                                 |
| 13:                                                          | 3                                                            | Wang Nan: Zhang Bangxiang                                    |
| 12:                                                          | 2010, 1 do 16 października, Filadelfia, (USA)                | 2010, 1 do 16 października, Filadelfia, (USA)                |
| 12:                                                          | 1                                                            | Donna Compton: Fulvio Fantoni                                |
| 12:                                                          | 2                                                            | Kismet Fung: Brian Glubok                                    |
| 12:                                                          | 3                                                            | Joan Lewis: Robert Hopkins                                   |
| 11:                                                          | 2006, 9 do 24 czerwca, Werona, (Włochy)                      | 2006, 9 do 24 czerwca, Werona, (Włochy)                      |
| 11:                                                          | 1                                                            | Karen McCallum: Matt Granovetter                             |
| 11:                                                          | 2                                                            | Jill Levin: Robert Levin                                     |
| 11:                                                          | 3                                                            | Joanna Stansby: Lew Stansby                                  |
| 10:                                                          | 2002, 16..31 sierpnia, Montreal, (Kanada)                    | 2002, 16..31 sierpnia, Montreal, (Kanada)                    |
| 10:                                                          | 1                                                            | Rebecca Rogers: Jeff Meckstroth                              |
| 10:                                                          | 2                                                            | Elisabeth Hugon: Jean-Jacques Palau                          |
| 10:                                                          | 3                                                            | Sabine Auken: Jens Auken                                     |
| 9:                                                           | 1998, 21 sierpnia do 4 września, Lille, (Francja)            | 1998, 21 sierpnia do 4 września, Lille, (Francja)            |
| 9:                                                           | 1                                                            | Enza Rossano: Antonio Vivaldi                                |
| 9:                                                           | 2                                                            | Claude Blouquit: Marc Bompis                                 |
| 9:                                                           | 3                                                            | Sabine Auken: Jens Auken                                     |
| 8:                                                           | 1994, 17 września do 1 października, Albuquerque, (USA)      | 1994, 17 września do 1 października, Albuquerque, (USA)      |
| 8:                                                           | 1                                                            | Danuta Hocheker: Apolinary Kowalski                          |
| 8:                                                           | 2                                                            | Sabine Zenkel: Bob Hamman                                    |
| 8:                                                           | 3                                                            | Ewa Harasimowicz: Marcin Leśniewski                          |
| 7:                                                           | 1990, 31 sierpnia do 15 września, Genewa, (Szwajcaria)       | 1990, 31 sierpnia do 15 września, Genewa, (Szwajcaria)       |
| 7:                                                           | 1                                                            | Juanita Chambers: Peter Weichsel                             |
| 7:                                                           | 2                                                            | Eva-Liss Göthe: Lars Andersson                               |
| 7:                                                           | 3                                                            | Kathy Walvick: Walter Walvick                                |
| 6:                                                           | 1986, 13 do 27 września, Miami Beach, (USA)                  | 1986, 13 do 27 września, Miami Beach, (USA)                  |
| 6:                                                           | 1                                                            | Pam Wittes: Jon Wittes                                       |
| 6:                                                           | 2                                                            | Kerri Shuman: Bob Hamman                                     |
| 6:                                                           | 3                                                            | Rozanne Pollack: Bill Pollack                                |
| 5:                                                           | 1982, 1 do 16 października, Biarritz, (Francja)              | 1982, 1 do 16 października, Biarritz, (Francja)              |
| 5:                                                           | 1                                                            | Dianna Gordon: George Mittelman                              |
| 5:                                                           | 2                                                            | Peggy Sutherlin: John Sutherlin                              |
| 5:                                                           | 3                                                            | Isabelle Viennois: Jean-Louis Viennois                       |
| 4:                                                           | 1978, 17 do 30 czerwca, Nowy Orlean, (USA)                   | 1978, 17 do 30 czerwca, Nowy Orlean, (USA)                   |
| 4:                                                           | 1                                                            | Kerri Shuman: Barry Crane                                    |
| 4:                                                           | 2                                                            | Heitie Noland: Jim Jacoby                                    |
| 4:                                                           | 3                                                            | Carol Sanders: Lou Bluhm                                     |
| 3:                                                           | 1974, 4 do 17 maja, Las Palmas, (Hiszpania)                  | 1974, 4 do 17 maja, Las Palmas, (Hiszpania)                  |
| 3:                                                           | 1                                                            | Loula Gordon: Tony Trad                                      |
| 3:                                                           | 2                                                            | Jacqui Mitchell: Jimmy Cayne                                 |
| 3:                                                           | 3                                                            | Nadine Cohen: Edmond Vial                                    |
| 2:                                                           | 1970, 27 czerwca do 4 lipca, Sztokholm, (Szwecja)            | 1970, 27 czerwca do 4 lipca, Sztokholm, (Szwecja)            |
| 2:                                                           | 1                                                            | Barbara Brier: Waldemar von Zedwitz                          |
| 2:                                                           | 2                                                            | Rixi Markus: Georges Catzeflis                               |
| 2:                                                           | 3                                                            | Riva Sinder: Michael Hochzeit                                |
| 1:                                                           | 1966, 7 do 15 maja, Amsterdam, (Holandia)                    | 1966, 7 do 15 maja, Amsterdam, (Holandia)                    |
| 1:                                                           | 1                                                            | Mary Jane Farell: Ivan Erdos                                 |
| 1:                                                           | 2                                                            | Joan Durran: Maurice Weissburger                             |
| 1:                                                           | 3                                                            | Nuccia Zeppegno: Vito Pittalà                                |